# Jean-François Champollion
Jean François Champollion, född 23 december 1790 i Figeac, död 4 mars 1832 i Paris, var en fransk egyptolog. Han var bror till Jacques Joseph Champollion-Figeac.
Champillion var son till Jaques Champillion och Jeanne-François Gualieu, den förstnämnda var en kringvandrande bokförsäljare från Valbonnis, söder om Grenoble. Champollion ägnade sig tidigt åt studiet av språk och vid 12 års ålder var han redan så duktig på latin och grekiska att han fick börja orientaliska språk, särskilt koptiska. År 1809 fick han en delad professorstjänst i historia vid universitetet i Grenoble.
Han gifte sig med Rosine Blanc 1818.

## Hieroglyferna
Hans arbete med Rosettastenens texter ledde till lösandet av hieroglyfernas gåta och till uppställandet av ett hieroglyfiskt alfabet. Stenen hade upptäckts av en fransk soldat vid namn D'Hautpoul som var i Egypten under det Napoleons kampanj i Egypten 1799. Stenen övertogs 1801 av Britterna och hamnade så småningom på British Museum. Han hade stor hjälp av sina utmärkta kunskaper i koptiska, som var en rest av det gamla egyptiska språket. Han jämförde texterna med andra hieroglyfiska inskriptioner. Efter mycket forskande kunde han (som flera forskare innan honom) känna igen bokstäver i det hieroglyfiska "alfabetet" och lyckades dechiffrera ett 80-tal kungliga namn. Hans stora bedrift var, att han knäckte nyckeln till textens struktur, genom att vara den förste att bevisa, att en hieroglyfisk text var uppbyggd med en blandning av ideogram (kombinerade tecken för abstraktioner som till exempel "kärlek"), bokstäver (med ett bestämt ljudvärde), och avbildningar (en sol betyder "sol"). Tolkningen blev då som att lösa en rebus. Sina upptäckter framförde han 1822 i Lettre à M. Dacier relative à l'alphabet des hiéroglyphes phonétiques och i en ordbok och grammatik, Précis du système hiéroglyphique, som utkom 1824.

## Annan verksamhet
Champollion blev ledamot av Vitterhetsakademien 1826.
År 1828 deltog han i Roselliniexpeditionen till Egypten och erhöll 1831 den första professuren i egyptologi vid Collège de France i Paris. Bland hans övriga skrifter märks L'Égypte sous les Pharaons (1811), som behandlar Egyptens geografi efter koptiska källor,  Grammaire égyptienne (1836–1841) samt Dictionnaire égyptienne (1841–1843).

## Eftermäle
Nedslagskratern Champollion på månen och asteroiden 3414 Champollion är uppkallade efter honom.